# Timotej III. (IV.) Aleksandrijski
Papa Abba Timotej III. (IV.) , (Timotheos, grčki: Τιμοθέος), je bio 38. papa Aleksandrije i patrijarh Svete Stolice sv. Marka i u ono vrijeme je bio jedan od najcjenjenijih kršćana u Aleksandriji. 

## Dvojba oko imena
Istočna pravoslavna crkva ga priznaje kao papu Timotej IV. čime potvrđuju priznavanje pape Timoteja III. Salofakiolosa (460. – 475. i 477. – 481. AD) kao papu pod imenom Timotej III., dok ga koptska crkva navodi kao Timoteja III. jer ne priznaju, te odbacuju, kalcedonca Timoteja III. Salofakiolosa kao svoga papu.

## Pregled
Nakon odlaska sv. Dioskura II. 27. listopada 518. AD, biskupi su se sastali sa svećenicima i vjernicima i izabrali Timoteja je za papu i patrijarha Aleksandrije. U to vrijeme je vladao bizantski car Justin I. koji je 523. AD potpisao edikt protiv arijanaca i koji je progonio miafizite. Progon arijanaca je uvrijedio ostrogotskog kralja Teodorika Velikog (488. – 526.) koji je prisilio papu Ivana I. da ode u Konstantinopol i ishodi ukidanje edikta protiv arijanaca, što je ovaj i učinio i na taj način primorao Justina da na kraju malo popusti, što za Timoteja nije bilo dovoljno, jer je Justinovo popuštanje imalo više simbolični karakter, nego stvarni prekid progona nekalcedonaca. Tome progonu je bio izložen i sv. Sever, antiohijski patrijarh, koji je bio među prvima koji su izgubili službu, pa je od progona, 518. AD potražio utočište u Egiptu. U Aleksandriji ga je dočekao papa Timotej III. sa svojim pristašama, i na njega se gledalo s divljenjem kao na prvaka pravovjerja u borbi protiv nestorijanstva. Dva su sveca putovala zajedno po egipatskim gradovima i samostanima učvrščivajući ljude u pravoslavnoj vjeri i šireći evanđelje. Međutim, jer se Timotej nije slagao s carem Justinom u vezi kanona koji su doneseni na kalcedonskom saboru, bio je izgnan iz Aleksandrije. Na dan progonstva, vjernici su se suprotstavili izvršenju naredbe njegova progonstva, a, po nardbi cara, njih, po nekim navodima, oko dvjesta tisuća je pobijeno.

## Ostavština
Tijekom svojega pontifikata zaredio je nekoliko biskupa na Stolicu sv. Marka, i onda ih poslao da propovijedaju u svim provincijama Egipta, Nubije i Pentapolisa sa zadatkom da šire evanđelje.

## Odlazak
Svetac je otišao u izgnanstvo zajedno sa sv. Severom iz Antiohije, nakon što je bio na apostolskom prijestolju punih 17 godina.
Pokopan je u crkvi sv. Marka u Baucalisu,Aleksandrija s očevima koji su mu prethodili.
Dan pomena na njega je zabilježen u sinaksarionu. 

## Vanjske poveznice
- Odlazak sv. Timoteja III.  Arhivirana inačica izvorne stranice od 28. ožujka 2018. (Wayback Machine)
- Holweck, F. G., A Biographical Dictionary of the Saints. St. Louis, MO: B. Herder Book Co. 1924.
- Khaled Gamelyan [Coptic Encyclopedia], opensource

| Koptske pape Aleksandrije             | Koptske pape Aleksandrije       | Koptske pape Aleksandrije              |
| ------------------------------------- | ------------------------------- | -------------------------------------- |
| prethodnik Dioskur II. Aleksandrijski | Aleksandrijske pape 518. - 536. | nasljednik Teodozije I. Aleksandrijski |